# Centaurium erythraea subsp. turcicum
Centaurium erythraea subsp. turcicum é uma subespécie de planta com flor pertencente à família Gentianaceae. 
A autoridade científica da subespécie é (Velen.) Melderis, tendo sido publicada em Bot. J. Linn. Soc. 65(2): 232. 1972.

## Portugal
Trata-se de uma subespécie presente no território português, nomeadamente em Portugal Continental.
Em termos de naturalidade é nativa da região atrás indicada.

## Protecção
Não se encontra protegida por legislação portuguesa ou da Comunidade Europeia.